# نیکولا ونتولا
نیکولا ونتولا (متولد ۲۴ مه ۱۹۷۸) فوتبالیست ایتالیایی بازنشسته که در پست خط حمله بازی می‌کرد. ونتولا برای چند باشگاه در ایتالیا در طول زندگی حرفه‌ای و همچنین کریستال پالاس انگلستان بازی کرده‌است. در سطح بین‌المللی او یک عضو تیم ملی زیر ۲۳ ساله‌های ایتالیا در بازی‌های المپیک تابستانی ۲۰۰۰ در سیدنی و همچنین به عنوان ذخیره تیم ملی ایتالیا در جام جهانی ۱۹۹۸ فرانسه انتخاب شد که حاضر نشد روی نیمکت بنشیند و انصراف داد. در سطح جوانان او همچنین برنده مدال طلای جام ملتهای زیر ۲۱ ساله‌های اروپا و بازیهای مدیترانه سال ۱۹۹۷ شده‌است. وی در فوریه سال ۲۰۱۱ بازنشسته شد..

## باشگاه حرفه ای
متولد در گرومو اپولا، باری، زندگی حرفه ایی نیکولا ونتولا با تیم باری در سال ۱۹۹۴ به عنوان بازیکن جوانان این تیم شروع شد. اولین بازی او در سری آ در ۶ نوامبر سال ۱۹۹۴ برابر فیورنتینا در سن ۱۶ سالگی و ۱۶۶ روزگی بود.
ونتولا در فصل ۱۹۹۸–۹۹ با اینتر میلان قرارداد بست و ۲۱ باز در آن فصل برای اینتر بازی کرد که حاصل آن ۶ گل بود. در آن سال مهاجم‌های معروفی همچون روبرتو باجو، رونالدو، ایوان زامورانو، آندره پیرلو و یوری ژورکائف بازی می‌کردند و به همین دلیل ونتولا بیشتر به صورت بازیکن جانشین به میدان می‌رفت.